# Torrefeta
Torrefeta es una localidad española de la provincia de Lérida, capital del municipio de Torrefeta i Florejacs, en la comunidad autónoma de Cataluña. Pertenece a la comarca de La Segarra.

## Geografía
La orografía es prácticamente plana atravesada por el torrente "Oró". La producción agrícola es principalmente de cereal de secano (cebada, trigo, etc.) y quedan algunas pequeñas plantaciones de almendros y olivos. Ha desaparecido el viñedo, que a principios del siglo pasado fue muy importante. Existen pequeñas granjas de porcino y vacuno.
En el urbanismo cabe destacar los antiguos portales de acceso a la población así como la iglesia parroquial y el parque de "La Font".

## Historia
Hacia mediados del siglo XIX, el lugar tenía una población de 72 habitantes y un total de 12 casas. La localidad aparece descrita en el decimoquinto volumen del Diccionario geográfico-estadístico-histórico de España y sus posesiones de Ultramar de Pascual Madoz de la siguiente manera:

TORRAFETA: l. en la prov. de Lérida (9 leg.), part. jud. de Cervera (2 1/3), dióc. de Seo de Urgel (13 1/2), and. ierr. y c. g. de Barcelona (17 1/3): es cab. de ayunt. á que se hallan agregados los pueblos de Bellvehi, Cedó y Rive, Llor y Frar, Castell de Meya y santuario de Santes Mases. sit. en la cima de un cerro; su clima es templado y sano. Tiene 12 casas; igl. aneja de la colegiata de Guissona, dedicada á San Amans; cementerio y una fuente de buenas aguas á 1/4 de hora de la pobl. Confina con Guissona, Cedó, Santes Mases y Concabella. El terreno es de secano y de mediana é ínfima calidad. Los caminos son locales: recibe la correspondencia de Guissona. prod.: trigo, centeno, cebada, escaña, aceito y poco vino; cria ganado vacuno en corto número, y caza de perdices. pobl.: 13 vec., 72 alm. cap. imp.: 38,032 rs. contr.: el 14'48 por 100 de esta riqueza.
(Madoz, 1849, p. 58)

La unión de los municipios de Torrefeta y de Florejachs en la década de 1970 dio lugar a la formación del municipio de Torreflor, cuyo nombre posteriormente se cambió por Torrefeta i Florejacs. En el año 2006 la localidad tenía algo más de 70 habitantes; se accede mediante la carretera L-311 entre Cervera y Guisona. Está situado en la comarca de La Segarra a 4 km de Guisona y 11 km de Cervera (72 km de Lérida y 109 km de Barcelona).
Hasta mediados del siglo XIX era conocida como Torrafeta. Su origen toponímico es algo confuso, algunos autores lo atribuyen al nombre "Turre Fracta" que significa torre rota o quebrada.

## Demografía
| Gráfica de evolución demográfica de Torrefeta entre 1842 y 1970 |
| |
| Población de derecho según los censos de población del INE Población de hecho según los censos de población del INEEn estos censos se denominaba Torrafeta: 1842 Entre el censo de 1857 y el anterior, crece el término del municipio porque incorpora a 255051 (Bellvehi), 255099 (Castell Meja), 255116 (Cedó), 255215 (Llor) Entre el censo de 1981 y el anterior, este municipio desaparece porque se agrupa en el municipio 25907 (Torreflor) |